# Pedunkulusy
Pedunkulusy (łac. pedunculi, l. poj. pedunculus) – element samczych narządów genitalnych motyli.
Pedunkulusy to ramiona tegumenu (tegumen). Mogą być bardzo długie u niektórych rodzajów z rodziny piórolotkowatych.